# Erich Brabec
Erich Brabec (České Budějovice, 24 febbraio 1977) è un ex calciatore e allenatore di calcio ceco.

## Palmarès

### Club

#### Competizioni nazionali
- Campionato ceco: 2

Slavia Praga: 2007-2008
Sparta Praga: 2009-2010
- Supercoppa della Repubblica Ceca: 1

Sparta Praga: 2010